# Отоля-Мала
Отоля-Мала (пол. Otola Mała) — село в Польщі, у гміні Жарновець Заверцянського повіту Сілезького воєводства.
Населення — 52 особи (2011).
У 1975-1998 роках село належало до Катовицького воєводства.

## Демографія
Демографічна структура станом на 31 березня 2011 року:
|          | Загалом | Допрацездатний вік | Працездатний вік | Постпрацездатний вік |
| -------- | ------- | ------------------ | ---------------- | -------------------- |
| Чоловіки | 31      | 10                 | 20               | 1                    |
| Жінки    | 21      | 6                  | 10               | 5                    |
| Разом    | 52      | 16                 | 30               | 6                    |